# Ham-sur-Heure-Nalinnes

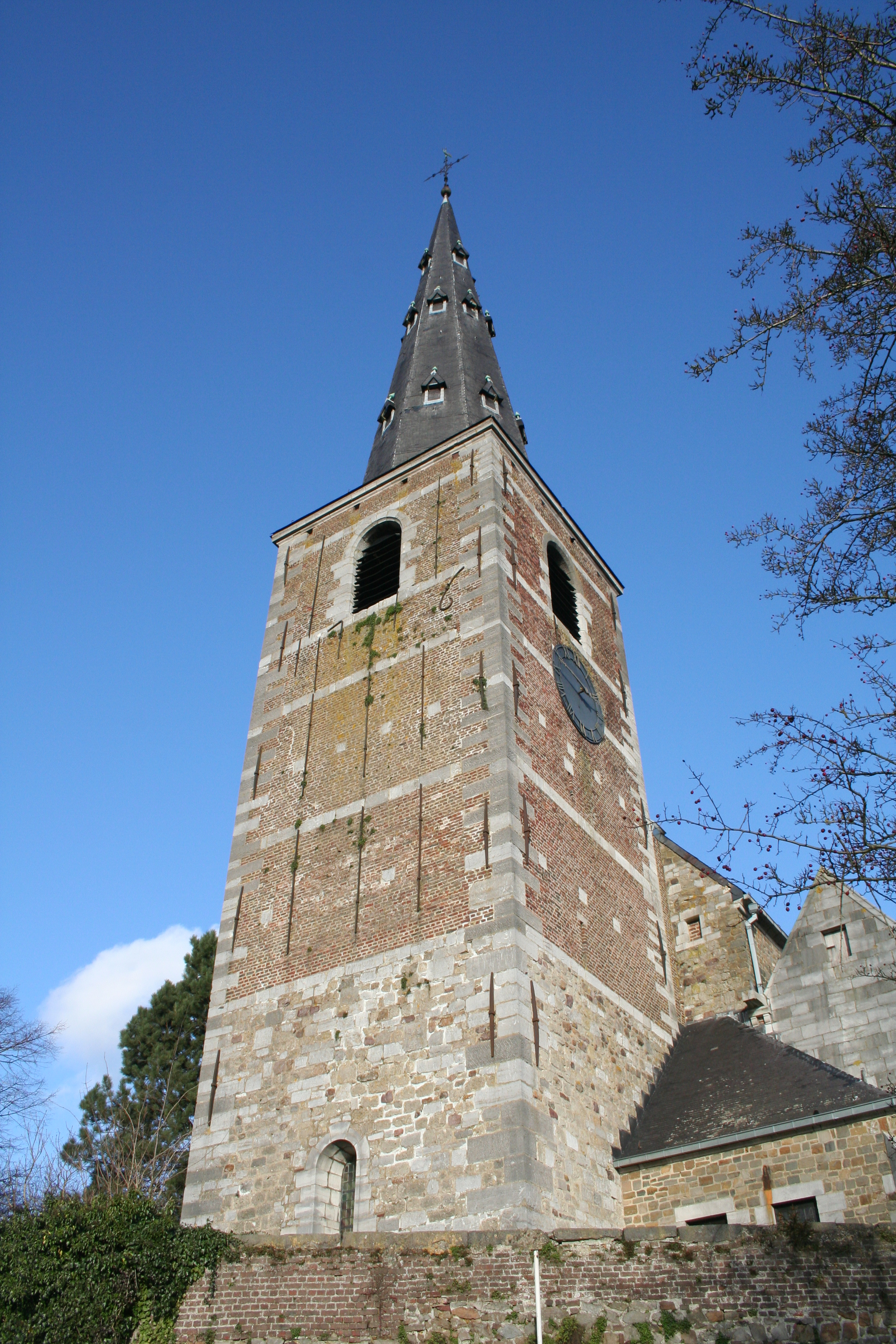

Ham-sur-Heure-Nalinnes (valonă Han-Nålene) este o comună francofonă din regiunea Valonia din Belgia. Comuna Ham-sur-Heure-Nalinnes este formată din localitățile Cour-sur-Heure, Ham-sur-Heure, Jamioulx, Marbaix-la-Tour și Nalinnes. Suprafața sa totală este de 45,68 km². La 1 ianuarie 2008 avea o populație totală de 13.372 locuitori. 
Comuna Ham-sur-Heure-Nalinnes se învecinează cu comunele Charleroi, Gerpinnes, Montigny-le-Tilleul, Thuin și Walcourt.
1. ↑  Crossroad Bank of Enterprises, accesat în 20 octombrie 2023